# Pareuthria rosea
Pareuthria rosea is een slakkensoort uit de familie van de Buccinidae. De wetenschappelijke naam van de soort is voor het eerst geldig gepubliceerd in 1854 door Hombron & Jacquinot.